# PSR B1509-58
PSR B1509-58 – młody pulsar znajdujący się w gwiazdozbiorze Cyrkla w odległości około 17 tys. lat świetlnych od Ziemi. Został odkryty na zdjęciach wykonanych przez teleskop kosmiczny Chandra pracujący w zakresie promieni rentgenowskich. Światło pochodzące z wybuchu supernowej, która zapoczątkowała jego życie, dotarło do Ziemi około 1700 lat temu.
PSR B1509-58 to namagnetyzowana gwiazda neutronowa o średnicy około 20 kilometrów, znajdująca się w jasnym obszarze centralnym. Pulsar ten wiruje w tempie 7 obrotów na sekundę, jednocześnie wysyłając w przestrzeń wokół siebie ogromne ilości energii. Źródłem wytwarzanego przez niego promieniowania jest pole magnetyczne około 15 trylionów razy większe niż pole magnetyczne wytwarzane przez naszą planetę. Pozwala to na tworzenie struktur, które ludzkie oko może interpretować np. jako wielką dłoń sięgającą po światło. Obraz wykonany przez teleskop Chandra obejmuje około 100 lat świetlnych.